# Konstantinstraße 16 (Mönchengladbach)

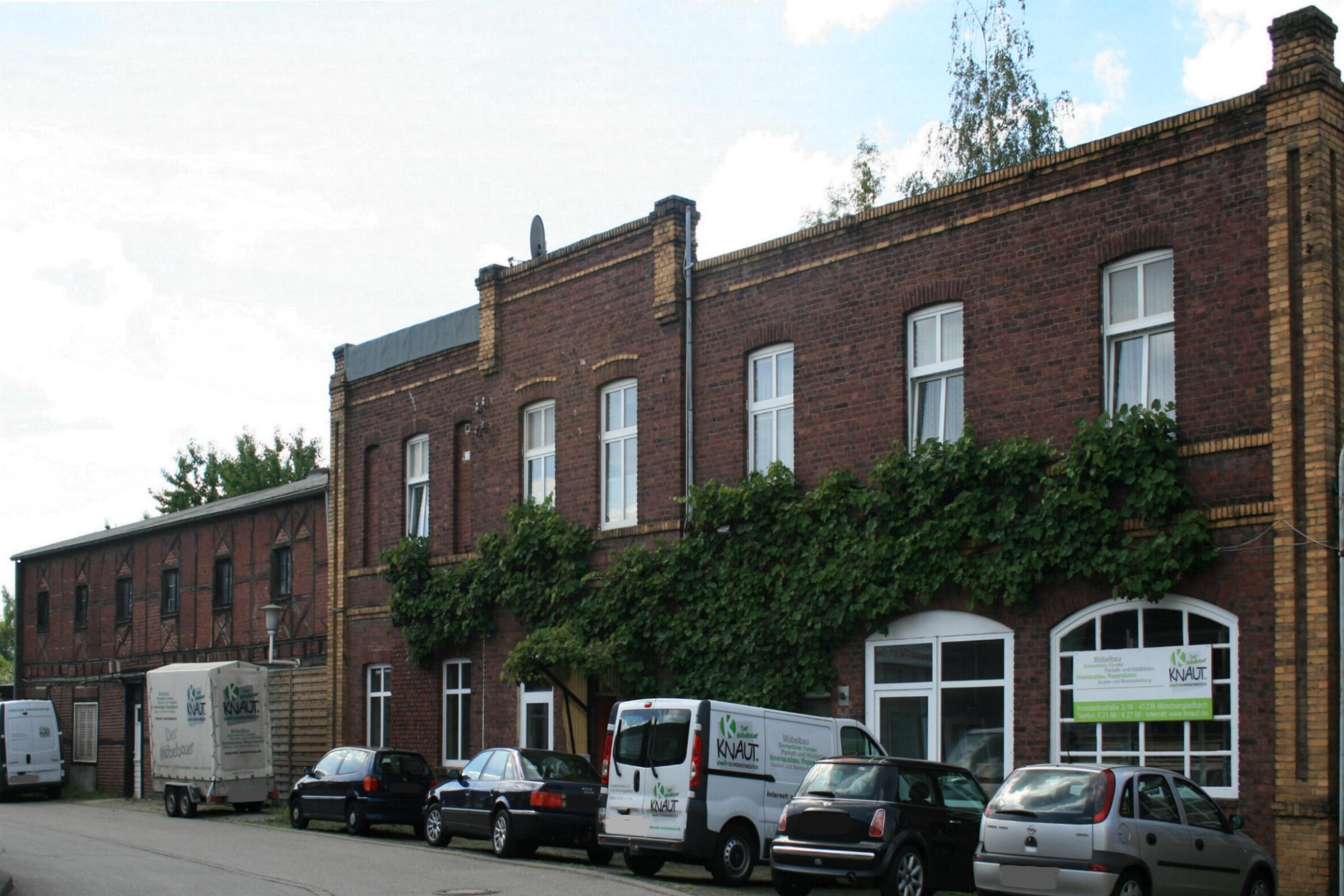
Fabrikgebäude, Nebengebäude (2010)

Das Fabrikgebäude Konstantinstraße 16 steht im Stadtteil Giesenkirchen in Mönchengladbach (Nordrhein-Westfalen).
Das Gebäude wurde nach 1914/1915 erbaut. Es wurde unter Nr. K 041  am 22. März 1989 in die Denkmalliste der Stadt Mönchengladbach eingetragen.

## Architektur
Die um 1890 von Mühlen und Peltzer gegründete Fabrik in Giesenkirchen produzierte 1929 als Spinnindustrie AG und ging schließlich in die Aktien-Gesellschaft der Vereinten Rumpuswerke über.
Die denkmalwerte Anlage schlüsselt sich folgendermaßen auf:
1. Im straßennahen Bereich das Kesselhaus von 1910, nach außen durch den Kamin bezeichnet.
2. ein zweigeschossiger achtachsiger Trakt mit Walmdach, das ehemalige Maschinenhaus mit Sozialräumen.
3. ein eingeschossiger Baukörper für Büros und Sozialräume.
4. dahinter im nördlichsten vorspringenden Teil Garnlager und Verladeraum, sinnvoller Weise gegenüber der Remise mit Stallungen (1892/1904) dem separat schräg gestellten Backstein-Fachwerktrakt, angeordnet.
5. Links neben dem Kesselhaus weit zurückgesetzt und mit diesem einem Rechteckwinkel bildend, die ehemalige Färberei, Bleicherei, der Trockenraum, im Hintergrund das Ballenlager. Dieser schmallanggezogene Trakt, ehemals durch einen offenen Gang vom rechten Nachbarn getrennt, wurde durch Überdachung vor 1934 mit diesem völlig zusammengeschlossen.
6. Hinter dem Kesselhaus (von Ost nach Süd) Räume für Spinnvorarbeiten wie Kratzen, Reinigen und die Wolferei, zum Teil wurde hier getrocknet. Dieser schmale Abschnitt gibt sich nach außen durch den mit roten und gelbem Backstein geschmückten Staubturm zu erkennen.
7. Den ganzen übrigen Werksraum bildet der große rechteckige sheddachgedeckte Spinnsaal (ehemals mit Hofraum), 1908 im rückwärtigen Bereich erweitert, später hier die Wolferei und ein Lagerraum.

Die ganze Baumwollspinnerei ist im Wesentlichen in Backstein errichtet, die Produktionsstätten mit Sheddächern versehen. Die bis auf den Mittelteil eingeschossige vor- und zurückspringende straßenbegleitende Werksfront repräsentativ gestaltet, zeittypisch in rotem Backstein mit gelbem Backsteindekor, Fassadenakzentuierungen durch Flachrisalite, Lisenen, Zierfriese, Giebel, Eckwarten, die Fenster und Türen hochrechteckig mit Segmentstürzen. Annähernd symmetrisch der dominante Mittelteil (ehemaliges Maschinenhaus), zweigeschossig, acht Achsen mit flachem Walmdach, Erdgeschoss später glatt verputzt.
Trotz zum Teil massiver Eingriffe in die Originalsubstanz sind die diversen Abläufe einer Baumwollspinnerei noch nachvollziehbar und erlebbar, wozu vor allem das Herzstück der Anlage, der große Spinnsaal beiträgt. Er zeigt die komplette Innenstruktur mit einer dichten Reihung von Gusseisensäulen, darüber die hölzerne Tragkonstruktion (mit gefassten Hölzern) der Sheddächer. Vereinzelte Stützreihen mit begleitenden Fallrohren, die das Regenwasser in unterirdischen Kanälen ableiten.
Den räumlichen Bereich der Vorarbeiten markiert der sogenannte Staubturm. Zum Abtransport der Feritgarne war die Remise mit Stallungen nötig.
Das Remisengebäude liegt als einziges etwas abseits des Gesamtkomplexes ist zweigeschossig, der vordere Teil in rotem und gelbem Backstein von 1892, der fachwerkgeschmückte Trakt als Erweiterung von 1904.
Für die Erhaltung und Nutzung des Gebäudes liegen wissenschaftliche, architekturgeschichtliche, sozial- und siedlungsgeschichtliche Gründe vor, weil die Spinnweberei in Giesenkirchen ein wichtiger Teil der baumwollverarbeitenden Industrielandschaft Niederrhein, insbesondere Mönchengladbachs ist.